# Hibbertia prostrata
Hibbertia prostrata är en tvåhjärtbladig växtart som beskrevs av William Jackson Hooker. Hibbertia prostrata ingår i släktet Hibbertia och familjen Dilleniaceae. Inga underarter finns listade i Catalogue of Life.